# Civitas Studiosorum Reformatorum
Civitas Studiosorum Reformatorum (Latijn: Gemeenschap van gereformeerde studenten), kortweg C.S.R., is een algemene christelijke studentenvereniging in Delft, in de Nederlandse provincie Zuid-Holland. De vereniging is lid van de LKvV, de VeRa en IFES.

## Karakteristieken

### Doelstelling en motto
De doelstelling van de vereniging is de integrale vorming van haar leden, tot mensen die gehoorzamen aan Christus en dienstbaar in het Koninkrijk Gods hun taak in het leven aanvaarden.

### Doelgroep
De vereniging richt zich primair op christen-studenten die een opleiding volgen aan de TU in Delft of aan de Haagse Hogeschool.

### Activiteiten
Voor haar leden organiseert de vereniging onder meer maaltijden, borrels, debatten, feesten, zangdiensten en (bijbel)studiegroepen. Een van de maatschappelijke studiegroepen leverde in 2009 een bijdrage aan een voorstel van de ChristenUnie, over de stimulering van elektrische auto's. Ook wordt er meerdere keren per jaar een lezing georganiseerd. Gastsprekers uit het verleden waren onder andere André Rouvoet, Majoor Bosshardt en Leen van Dijke. Verschillende subverenigingen zorgen voor sportieve en ludieke activiteiten. Cabaretgroep Voorwaar trad meerdere keren op tijdens de jaarlijkse openingsweek (OWee) van de TU Delft.
Naar buiten toe organiseert C.S.R. van tijd tot tijd een symposium of lezing, al dan niet samen met andere christelijke studentenverenigingen in Delft. Daarnaast participeert C.S.R. in Happietaria Delft, in evangelisatieprojecten onder studenten, biedt ze onderdak aan bijeenkomsten van IFES Delft voor internationale studenten en organiseert zij sinds 2003 een alpha-cursus voor studenten (aanvankelijk solo, later in samenwerking met de VGSD).

## Symboliek

### Verenigingssymbolen
De vereniging heeft een eigen beeldmerk, dat bestaat uit twee handen die geborgen worden door een kring. De naam Civitas Studiosorum Reformatorum, wat letterlijk gemeenschap van gereformeerde studenten betekent, wordt sinds de jaren 80 uitgelegd als vereniging van christen-studenten. Vanaf die periode ervoer de vereniging een toestroom van leden van buiten de gereformeerde gezindte, waardoor de vereniging een breed interkerkelijk karakter kreeg. De puntjes in de afkorting C.S.R. drukken uit dat het niet zomaar een letterwoord is; ze dienen uit historisch oogpunt om aan te geven dat ook de betekenis van de letters voor de vereniging van belang is.

### Verenigingslied
Het verenigingslied is "Civitas, ik houd van jou", grotendeels geschreven op de wijs van The Elephant Song van Kamahl.

## Geschiedenis

### Ontstaan
C.S.R.-Delft ontstond als afsplitsing van de Delftse afdeling van de Societas Studiosorum Reformatorum, de S.S.R.-Delft. Deze afdeling werd opgericht in 1907 en heropgericht in 1912. De grote toestroom van nieuwe leden bij S.S.R.-Delft, in de jaren na de Tweede Wereldoorlog, zorgde, tezamen met de veranderende tijdsgeest, voor een karakterverandering binnen de Delftse tak van de S.S.R.-Unie. De nadruk verschoof van "geestelijke vorming" naar gezelligheidsactiviteiten. Dit viel niet bij alle leden in goed aarde. Het verschil van inzicht over wat een "christelijke levensstijl" inhield, leidde er in 1961 toe dat een deel van de leden van S.S.R.-Delft zijn lidmaatschap opzegde, om op 16 juni 1961 een nieuwe vereniging op te richten, waar het christelijke karakter weer centraal moest staan. Een van de oprichters was de latere politicus Egbert Schuurman.

### Ontwikkeling
Twee jaar na oprichting, in 1963, trad de vereniging toe tot de unie der S.S.R. als "Afdeling Delft II". De Unie wijzigde in 1966 haar grondslag, wat ervoor zorgde dat C.S.R.-Delft in 1968 de knoop doorhakte en de Unie alsnog verliet. De reünistenvereniging van S.S.R., die door de tijd heen het contact met S.S.R.-Delft verloor, zou later overigens zelf weer met C.S.R.-Delft contact zoeken.
Binnen het gereformeerd volksdeel werd er in de jaren kort na de oprichting met gemengde gevoelens naar de nieuwe vereniging gekeken. Hoewel de vereniging juist ontstaan was om een vereniging met een christelijke identiteit te kunnen waarborgen, werd binnen het gereformeerde volksdeel afgeraden om van de vereniging lid te worden. Het interkerkelijk karakter van de vereniging zou het risico met zich meebrengen dat leden van het gereformeerde geloof konden afdwalen. Gereformeerde studenten in Delft werd aangeraden om in plaats daarvan bij de Vereniging van Gereformeerde Studenten te Delft aansluiting te zoeken.
In de beginjaren laat C.S.R. zo nu en dan landelijk van zich horen. Zo maakte de vereniging in 1962 bezwaar tegen een wetsontwerp met betrekking tot de mammoetwet, en protesteerde C.S.R. in 1964 als enige tegen het plan tot de oprichting van een algemeen christelijke studentenvereniging voor "orthodoxen, vrijzinnigen en Rooms-katholieken", aan de in 1964 opgerichte nieuwe technische hogeschool in Enschede, omdat C.S.R. liever een nieuwe S.S.R.-afdeling zag. Uiteindelijk zou de Enschedese universiteit overigens de oprichting van studentenverenigingen van wat voor signatuur dan ook weren, omdat dit strijdig was met hun "campusgedachte". Pas in 1980 ontstond - met hulp van een oud-C.S.R.-lid en met lobbywerk van het Utrechtse S.S.R.-N.U. - met C.S.V. Alpha de eerste vereniging in Enschede.

## Verenigingspand

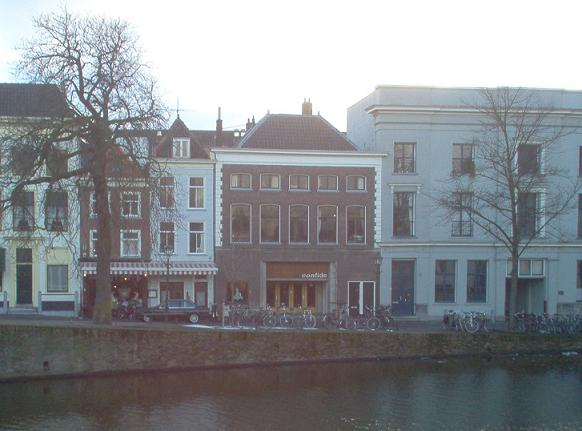
De sociëteit "Confide" aan de Oude Delft 9

In 1965 kocht C.S.R.-Delft een pand aan de noordkant van de binnenstad, aan de Oude Delft 251 (een voormalig woonhuis aan een Delfts grachtje). De officiële opening vond plaats op 16 februari 1966. Na een sterke groei in de beginjaren bleef het ledental lange tijd steken op een man of honderd. Doordat de vereniging eind jaren 80 opnieuw sterk groeide zag men zich aanvankelijk genoodzaakt tot een verbouwing.
Rond de eeuwwisseling startte men echter een zoektocht naar een grotere ruimte. Dit leidde uiteindelijk tot de aankoop van Oude Delft 9, een pand uit 1841 aan de zuidelijke kant van de Oude Delft, tegenover het voormalige Legermuseum. Het pand, waar tussen 1922 en 2001 meerdere Delftse bioscopen in waren gehuisvest, werd in 2002 tot sociëteitsgebouw omgebouwd. De nieuwe sociëteit werd in 2003 officieel geopend door de Rector Magnificus van de TU Delft en droeg vanaf dat moment de naam Confide.

## Interne structuur
De vereniging wordt geleid door een bestuur. Activiteiten worden georganiseerd door het bestuur, commissies en onderverenigingen. Daarnaast zijn de leden verdeeld in lichtingen en verticalen.

## Externe structuur
C.S.R. onderhoudt contacten met de andere drie lokale christelijke studentenverenigingen; C.S.F.R., de VGSD en NS-Delft. Met de rest van de Delftse studentenverenigingen onderhoudt zij banden via de Verenigingsraad Delft.
Sinds C.S.R.-Delft in 1968 uit de S.S.R.-unie stapte, maakt zij geen deel meer uit van een landelijke koepelorganisatie. Wel heeft zij vriendschappelijke betrekkingen met enkele andere koepelloze christelijke verenigingen, middels het O.Z.O.N.-verband. Daarnaast is C.S.R. sinds 1968 lid van IFES-Nederland, en via IFES-Nederland ook betrokken bij activiteiten van IFES wereldwijd. Ten slotte is C.S.R. lid van de Landelijke Kamer van Verenigingen.

## Oud-leden
- Egbert Schuurman, oud-lid Eerste Kamer (ChristenUnie) en hoogleraar techniekfilosofie
- Rein Willems, oud-directeur Shell Nederland, lid Eerste Kamer (CDA)
- Jan van Bemmel, rector magnificus Erasmusuniversiteit Rotterdam